# Laura Martinel
Laura Alejandra Martinel Acuña (nascida em 20 de dezembro de 1963) é uma ex-judoca argentina.

## Carreira
Conquistou a medalha de prata na categoria feminina peso médio, de até 66 quilos, nos Jogos Pan-americanos de 1991, em Havana, Cuba. Representando Argentina, Laura disputou os Jogos Olímpicos de Verão de 1992, em Barcelona, Espanha, onde foi derrotada na repescagem pela judoca francesa Claire Lecat.